# 珍山郡
珍山郡（チンサンぐん、진산군）は韓国忠清南道錦山郡西部にあった郡。現在の錦山郡珍山面を中心とした地域で、珍山面および福寿面、秋富面に該当する。

## 歴史
本来は百済の珍同県（または珍洞県）で、新羅領になって以降、黄山郡（連山郡）の属県となった。高麗時代は進礼県（錦山郡）に帰属したが、恭譲王2年（1390年）に高山郡が監務を兼ね、朝鮮太祖2年（1393年）太祖の胎室が万仞山に埋葬されたため、珍州に昇格して知事官を置いた。太宗13年（1413年）珍山郡となり、世祖12年（1466年）知郡事を郡守に変えた。正祖15年から20年まで（1791年～1796年）、天主教信者として祖先の神主を燃やした尹持忠・権尚然の死刑執行（辛亥迫害）で一時的に県に降格した。1895年公州府珍山郡、1896年全羅北道珍山郡となり、1914年錦山郡に併合された。

## 区域対照

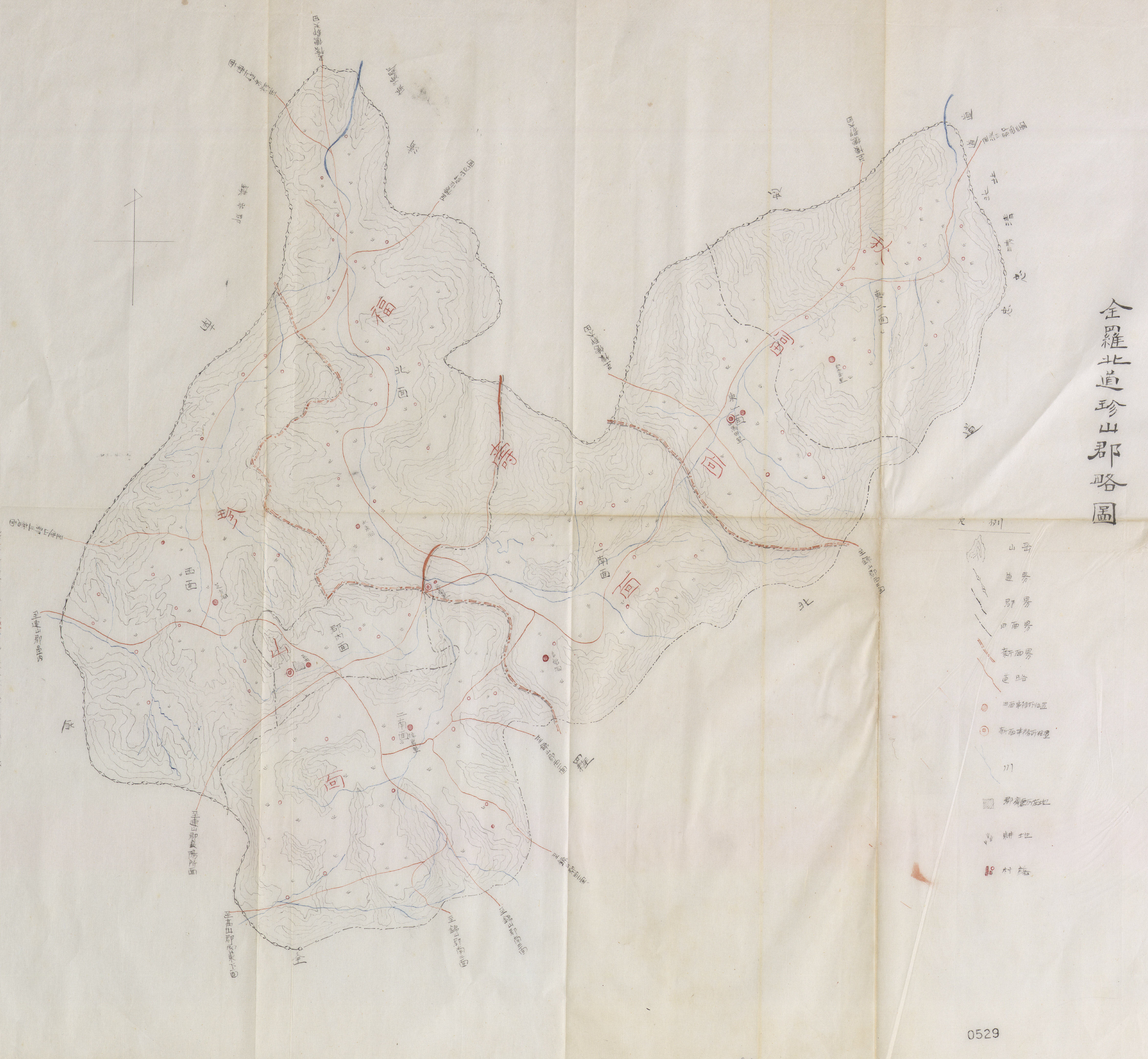
1914年旧珍山地域面統廃合図

| 旧区域       | 1914年       | 現在         | 現在                                                   |
| ------------ | ------------ | ------------ | ------------------------------------------------------ |
| 珍山郡郡内面 | 錦山郡珍山面 | 錦山郡珍山面 | 읍내리、교촌리                                         |
| 珍山郡서면   | 錦山郡珍山面 | 錦山郡珍山面 | 묵산리、행정리、두지리、지방리、막현리                 |
| 珍山郡이남면 | 錦山郡珍山面 | 錦山郡珍山面 | 만악리、엄정리、삼가리、부암리、석막리、오항리         |
| 珍山郡북면   | 錦山郡福寿面 | 錦山郡福寿面 | 곡남리、수영리、목소리、백암리、구례리、신대리、지량리 |
| 珍山郡일남면 | 錦山郡福寿面 | 錦山郡福寿面 | 용진리、다복리、곡남리                                 |
| 珍山郡일남면 | 錦山郡福寿面 | 錦山郡秋富面 | 용지리                                                 |
| 珍山郡동일면 | 錦山郡秋富面 | 錦山郡秋富面 | 추정리、마전리、비례리、자부리、장대리                 |
| 珍山郡동이면 | 錦山郡秋富面 | 錦山郡秋富面 | 요광리、신평리、성당리、서대리                         |